# パイエンネ湖
パイエンネ湖またはパイヤンネ湖（フィンランド語: Päijänne フィンランド語発音: [ˈpæi(j)ænːe]）はフィンランド中南部に位置する湖。中央スオミ県とパイヤト＝ハメ県に跨る。湖の面積は約1,080km2であり、フィンランドで二番目に大きい湖である。最大水深は95.3mであり、この水深は、フィンランドの湖の中で最も深いものである。湖水はキュミ川を通ってフィンランド湾に流れる。湖中には多数の島があるが、比較的面積の大きなものは北からヴオリツァロ島（フィンランド語: Vuoritsalo）、ムーラツァロ島（フィンランド語: Muuratsalo）、オンキサロ島（フィンランド語: Onkisalo）、ユディンサロ島（フィンランド語: Judinsalo）、エデッサロ島（フィンランド語: Edessalo）、タイヴァッサロ島（フィンランド語: Taivassalo）、ハウッカサロ島（フィンランド語: Haukkasalo）、ヴェヘカサロ島（フィンランド語: Vehkasalo）、ムスタッサロ島（フィンランド語: Mustassalo）、ヴィルマイランサーリ島（フィンランド語: Virmailansaari）、サロンサーリ島（フィンランド語: Salonsaari）がある。この内、最も大きなものはヴィルマイランサーリ島であり、パイヤト＝ハメ県パダスヨキに属する。
パイエンネ湖岸の町として最も大きいのは、湖の北部に位置し、中央スオミ県の県庁所在地でもあるユヴァスキュラである。パイヤト＝ハメ県の県庁所在地ラハティの街とはヴェシ湖（フィンランド語: Vesijärvi）及びヴァークシュ運河で繋がっている。
パイエンネ湖から伸びる、パイエンネ地下水道はウーシマー県ヴァンター迄接続されており、ヘルシンキ首都圏に水を供給している。また、この湖水は「ノードウォーター」のブランドで日本にも輸入されたことがある。

## 水運
パイエンネ湖は、船遊び、カヌースポーツ、セーリングで非常に有名な場所である。最長部で119キロメートル (74 mi)の長さのある湖は、運河でケイテレ湖（フィンランド語: Keitele）やヴェシ湖（フィンランド語: Vesijärvi）、ルオツァライネン湖（フィンランド語: Ruotsalainen）と接続されている。そのため、これらを合わせると、船が航行可能な距離は380キロメートル (240 mi)にも達する。バルト海まで接続する運河を建設することが数十年もの間議論されているが、実現はしていない。
1940年代迄は、パイエンネ湖はフィンランド中部の重要な運送路であった。数多の船がパイエンネ湖を行き来し、湖岸の都市や村から人々や物資を運んでいた。今日では、パイエンネ湖の水運業は、物資や人々の最も速い輸送というよりも、湖の国を楽しむ旅行客を対象とした航海を目的に行われている。最も一般的な航海ルートは、ラハティからユヴァスキュラまでの航海を行うものである。

## 観光
パイエンネ湖の湖岸には、約16,000棟の別荘が建設されている。別荘の多くが個人の所有であり、サウナ室が別棟として付随している。
別荘に加えて、パイエンネ湖では魚釣り、セーリング、カヌースポーツ、ボート漕ぎ、パドリング、トレッキング、アイススケート、スノーモービル、ネイチャーツーリズムが行われている。パイヤンネ国立公園とレイボンマキ国立公園のみで、1年間で数万人の観光客が訪れている。
ユオタヴァン・ヒュヴァ・エテラ＝パイエンネ協会（フィンランド語: Juotavan Hyvä Etelä-Päijänne ry、透き通り飲用可能な南パイエンネ湖協会）は、1995年に欧州連合から観光及び環境に関する賞を受賞している。

## 国立公園
パイヤンネ国立公園（フィンランド語: Päijänteen kansallispuisto）は、パイエンネ湖南部に設けられた国立公園である。この国立公園には、50の未開発の島や無人島の一部が含まれている。この国立公園は、1993年に設立され、面積は14平方キロメートル (5.4 sq mi)になる。
レイボンマキ国立公園（フィンランド語: Leivonmäen kansallispuisto）は、パイエンネ湖北部から北東に数キロメートルの位置に設けられた国立公園である。この国立公園は、フィンランドの中でも最も新しい国立公園のうちの一つである。

## パイエンネ湖周辺の町
北から南
- ユヴァスキュラ（フィンランド語: Jyväskylä）(北緯62度14.5分 東経025度44.5分 / 北緯62.2417度 東経25.7417度)
- セイナッツァロ（フィンランド語: Säynätsalo）(北緯62度08.3分 東経025度46.9分 / 北緯62.1383度 東経25.7817度)
- ムーラメ（フィンランド語: Muurame）(北緯62度08分 東経025度40.5分 / 北緯62.133度 東経25.6750度)
- トイヴァッカ（フィンランド語: Toivakka）(北緯62度06分 東経026度05分 / 北緯62.100度 東経26.083度)
- コルピラハティ（フィンランド語: Korpilahti）(北緯62度01分00秒 東経025度33分40秒 / 北緯62.01667度 東経25.56111度)
- ヤムサ（フィンランド語: Jämsä）(北緯61度52分 東経025度11分 / 北緯61.867度 東経25.183度)
- ルハンカ（フィンランド語: Luhanka）(北緯61度48分 東経025度42分 / 北緯61.800度 東経25.700度)
- ヨウツァ（フィンランド語: Joutsa）(北緯61度44.5分 東経026度07分 / 北緯61.7417度 東経26.117度)
- クフモイネン（フィンランド語: Kuhmoinen）(北緯61度34分 東経025度11分 / 北緯61.567度 東経25.183度)
- シュスマ（フィンランド語: Sysmä）(北緯61度30分 東経025度41分 / 北緯61.500度 東経25.683度)
- パダスヨキ（フィンランド語: Padasjoki）(北緯61度21分 東経025度16.5分 / 北緯61.350度 東経25.2750度)
- アシッカラ（フィンランド語: Asikkala）(北緯61度10分20秒 東経025度32分50秒 / 北緯61.17222度 東経25.54722度)

## ギャラリー

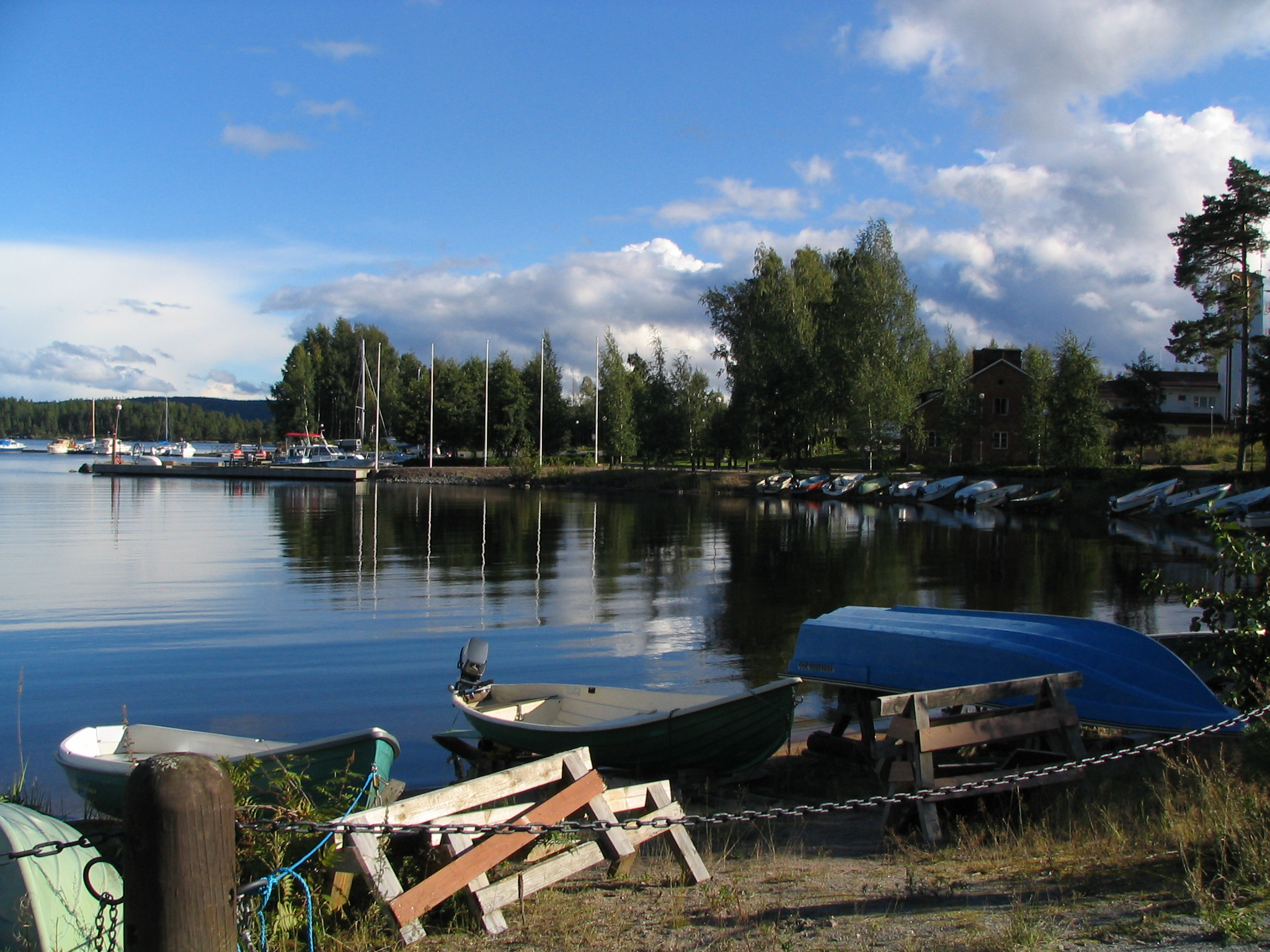
セイナッツァロ・ハーバー
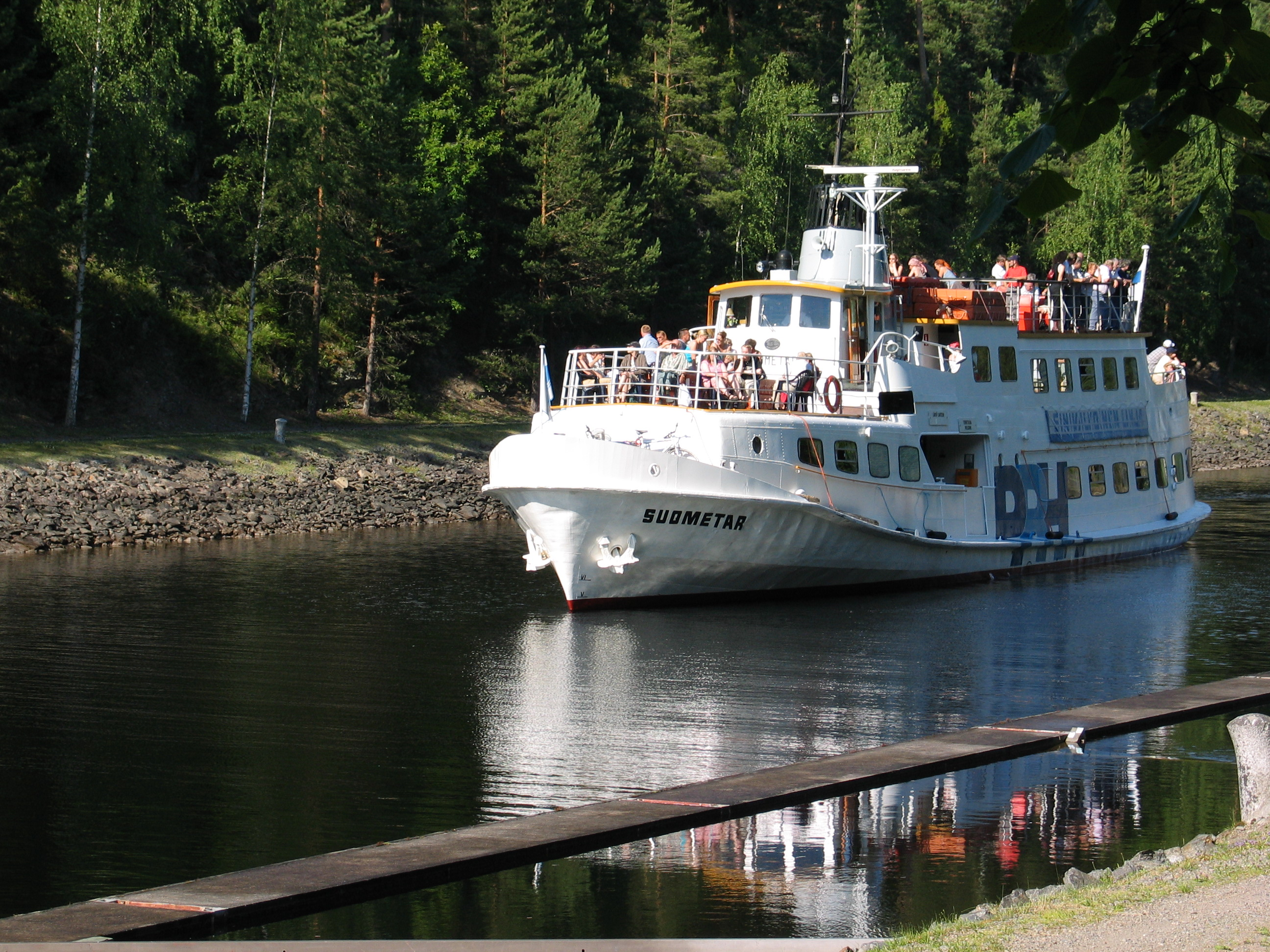
パイエンネ湖とカルッキネン湖の間のカルッキネン運河を航行するM/S スオメタル
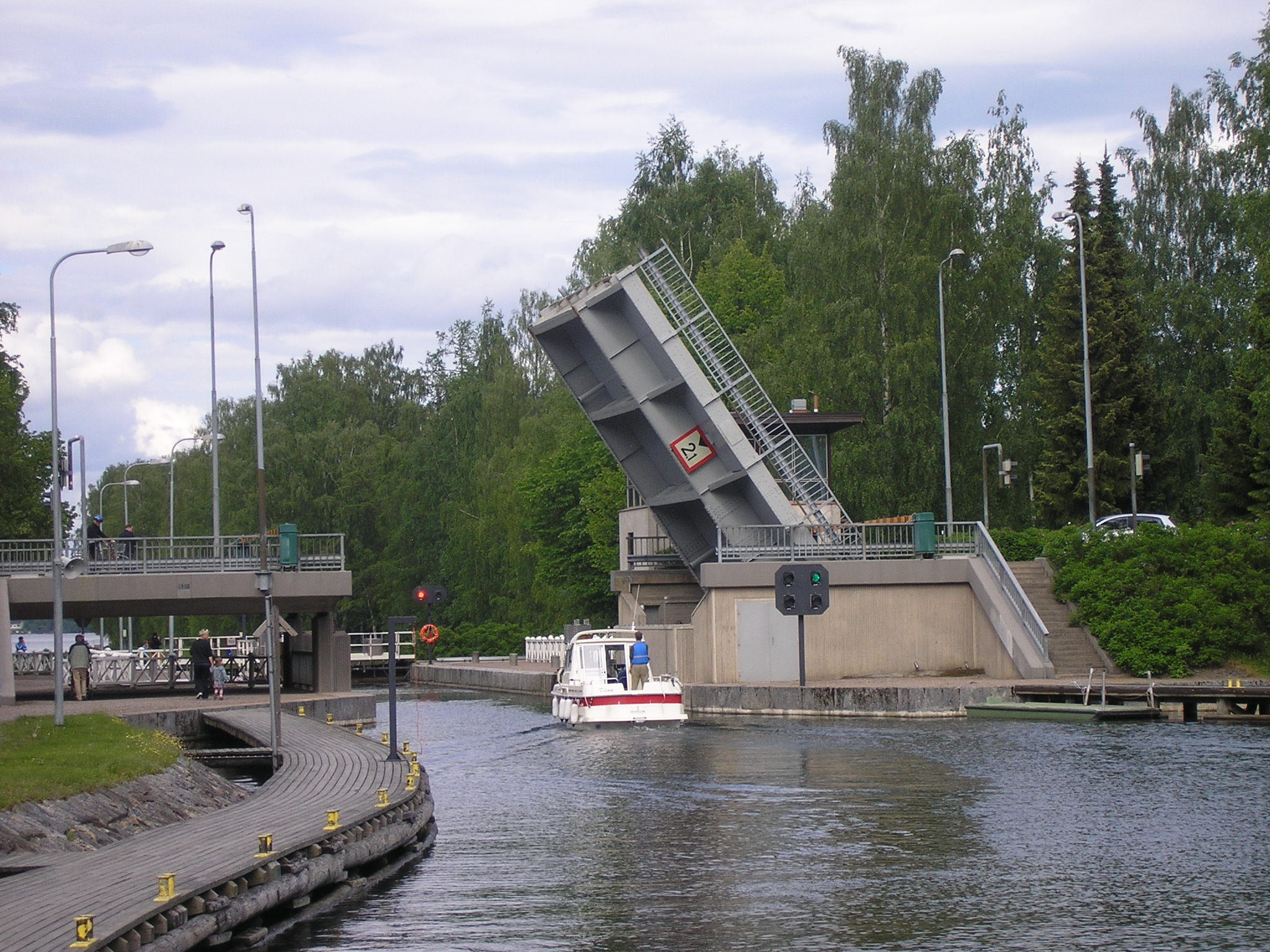
パイエンネ湖とヴェシ湖を結ぶヴァークシュ運河
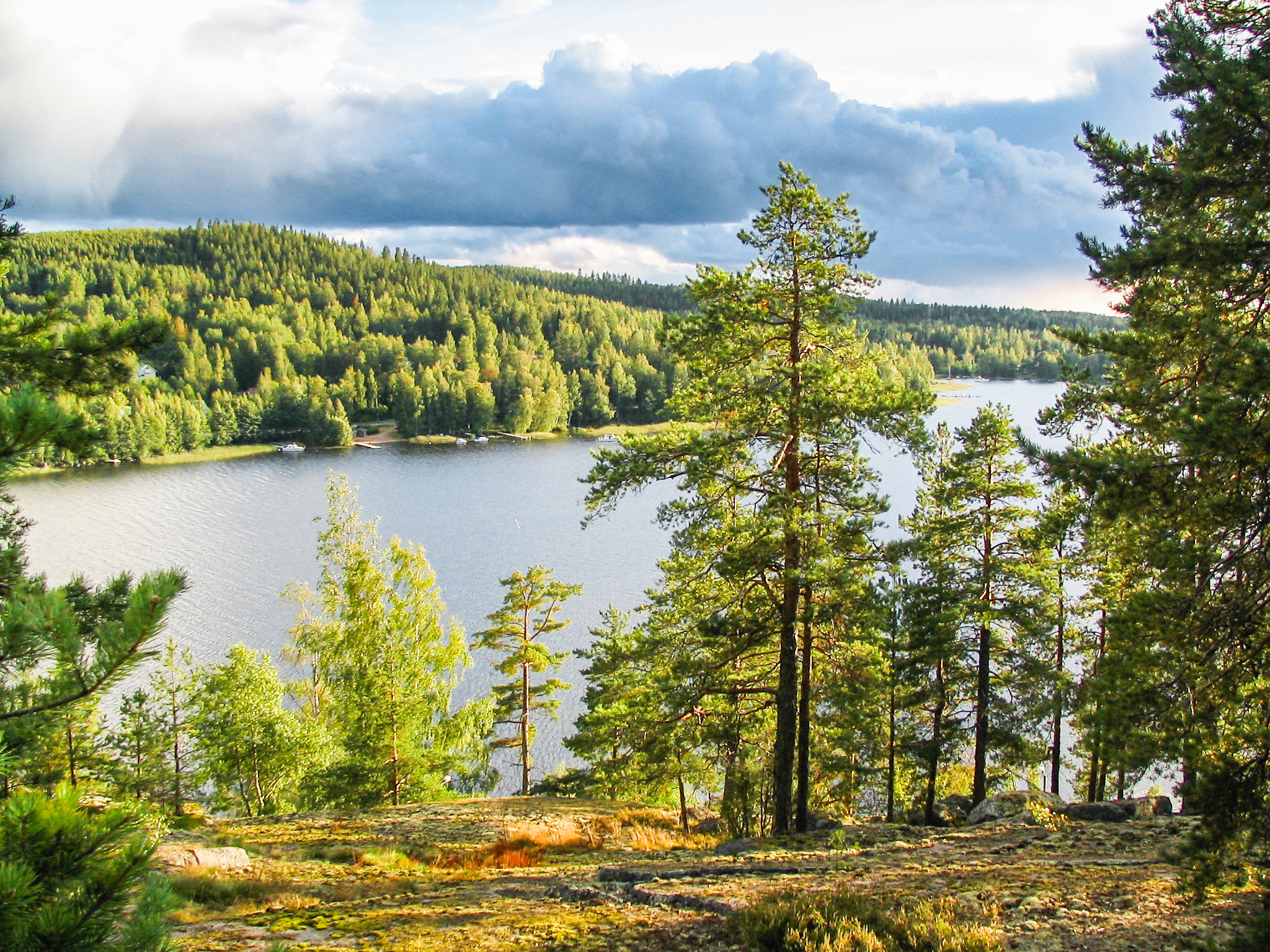
ユヴァスキュラ・ムーラツァロ地区のサタサルヴィネン丘から望む
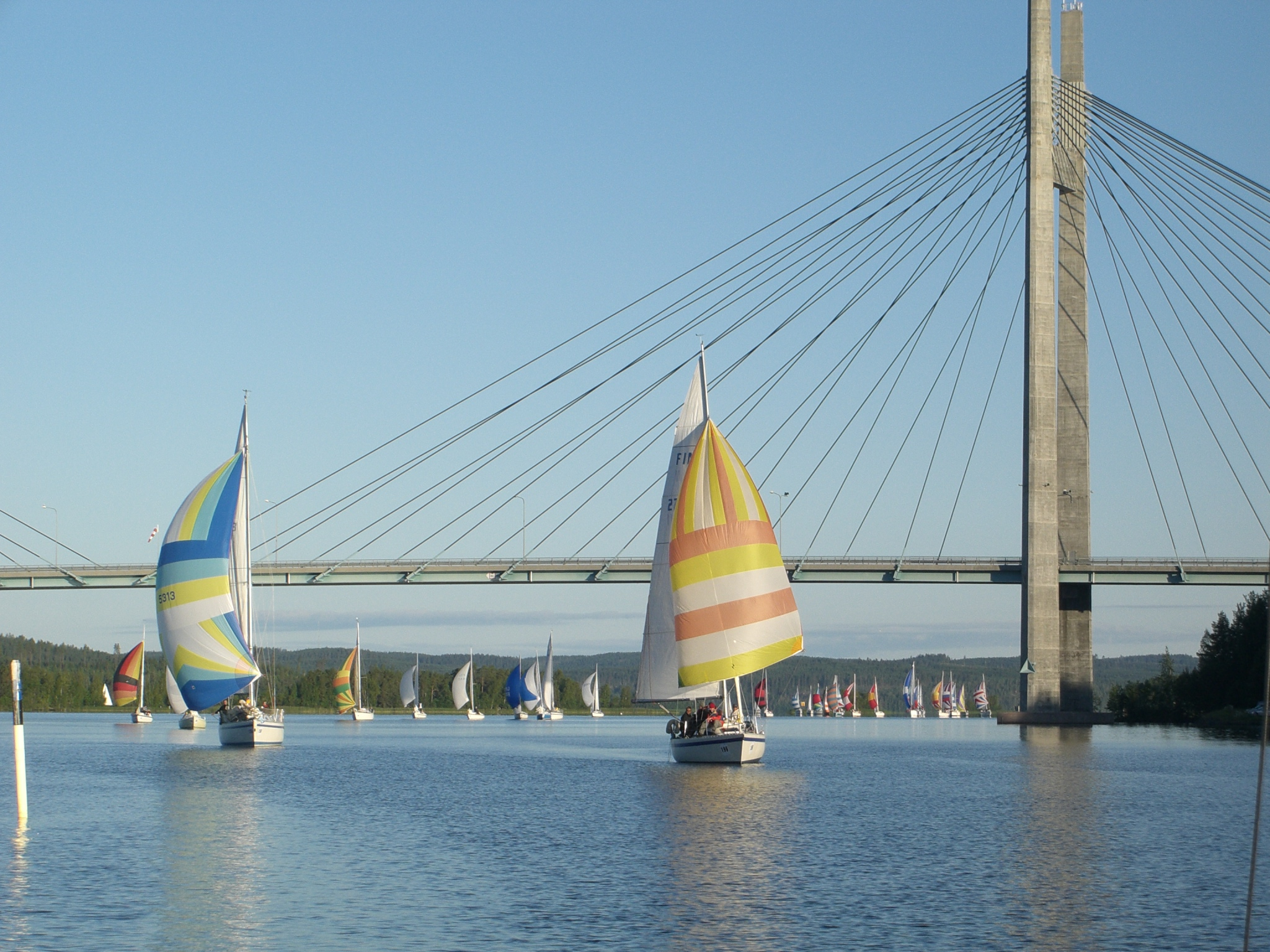
ユヴァスキュラ・コルピラハティ地区に掛かるカルキネン橋。パイヤンネプルイェフドゥス・セーリング大会中に撮影
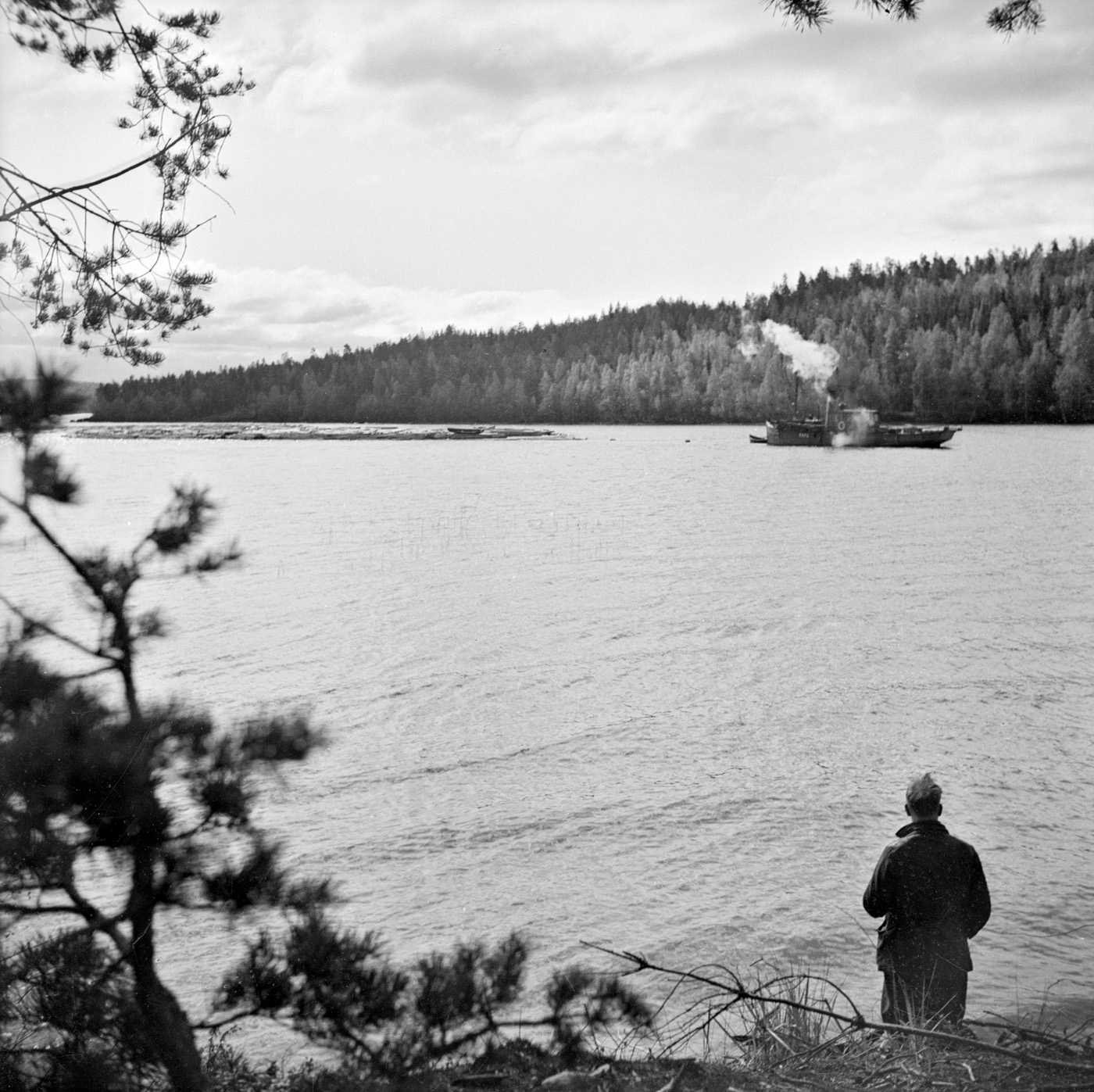
1930年代にパイエンネ湖で木材を運搬するタグボート
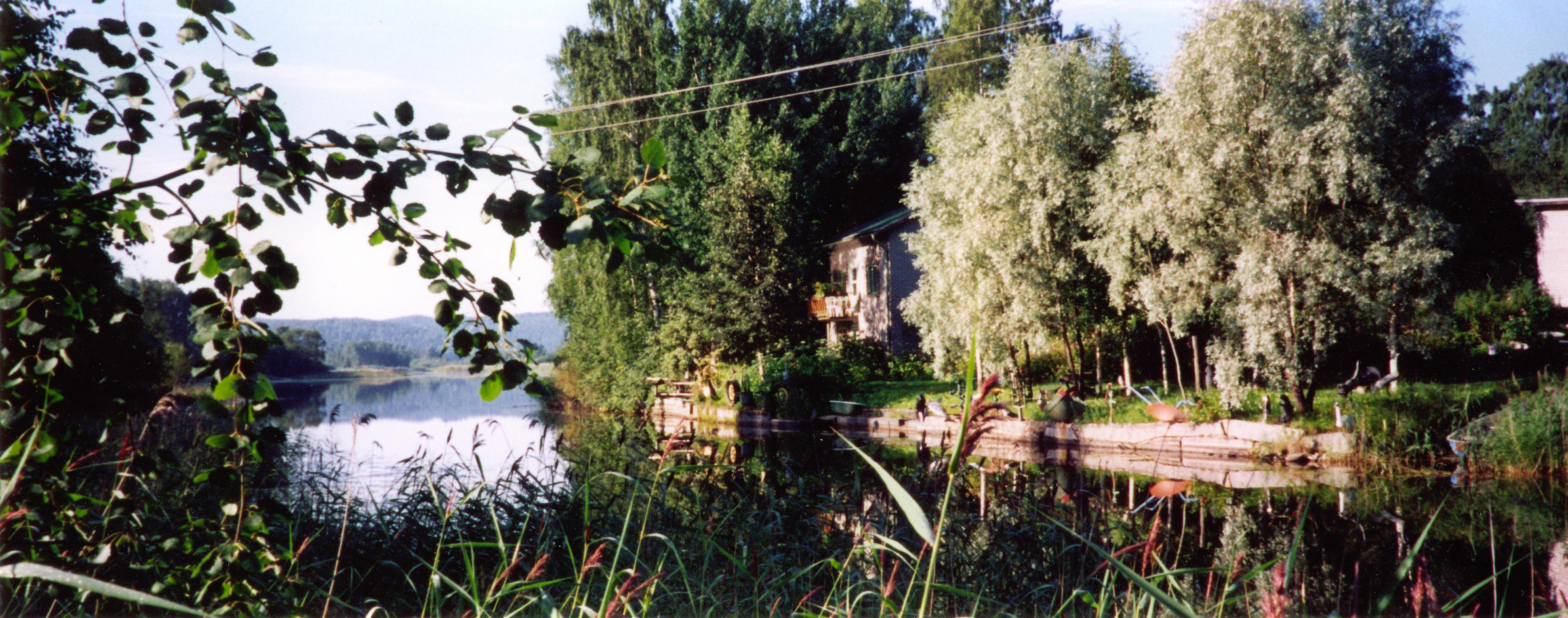
パイエンネ湖の小湾。ユヴァスキュラに位置するプトキラハティ村
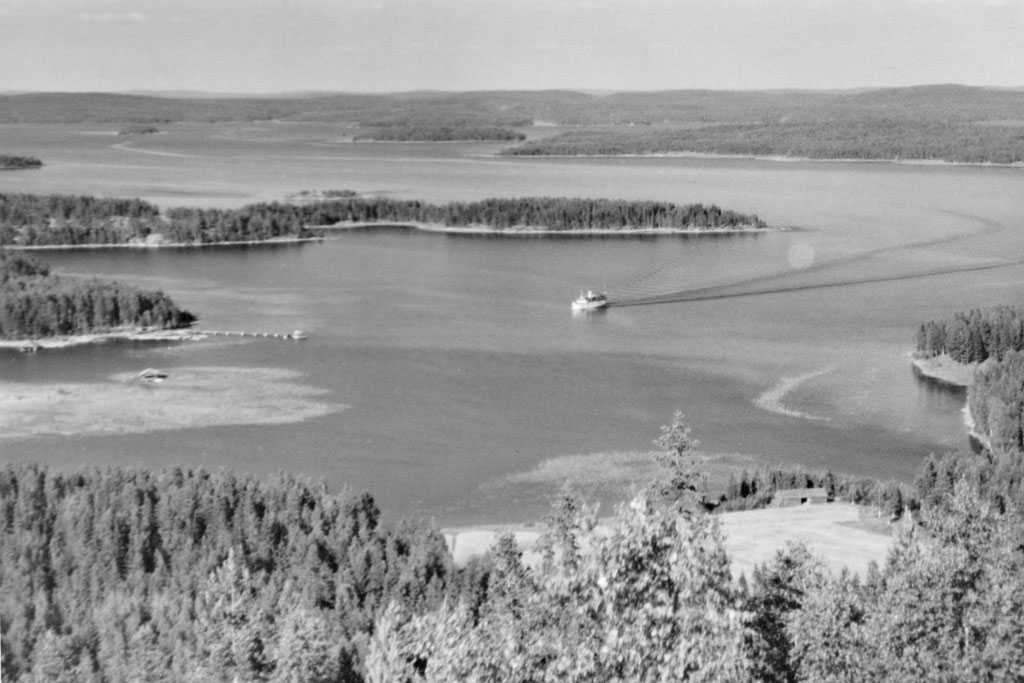
1948年にプオラカンヴオリ丘から撮影されたパイエンネ湖
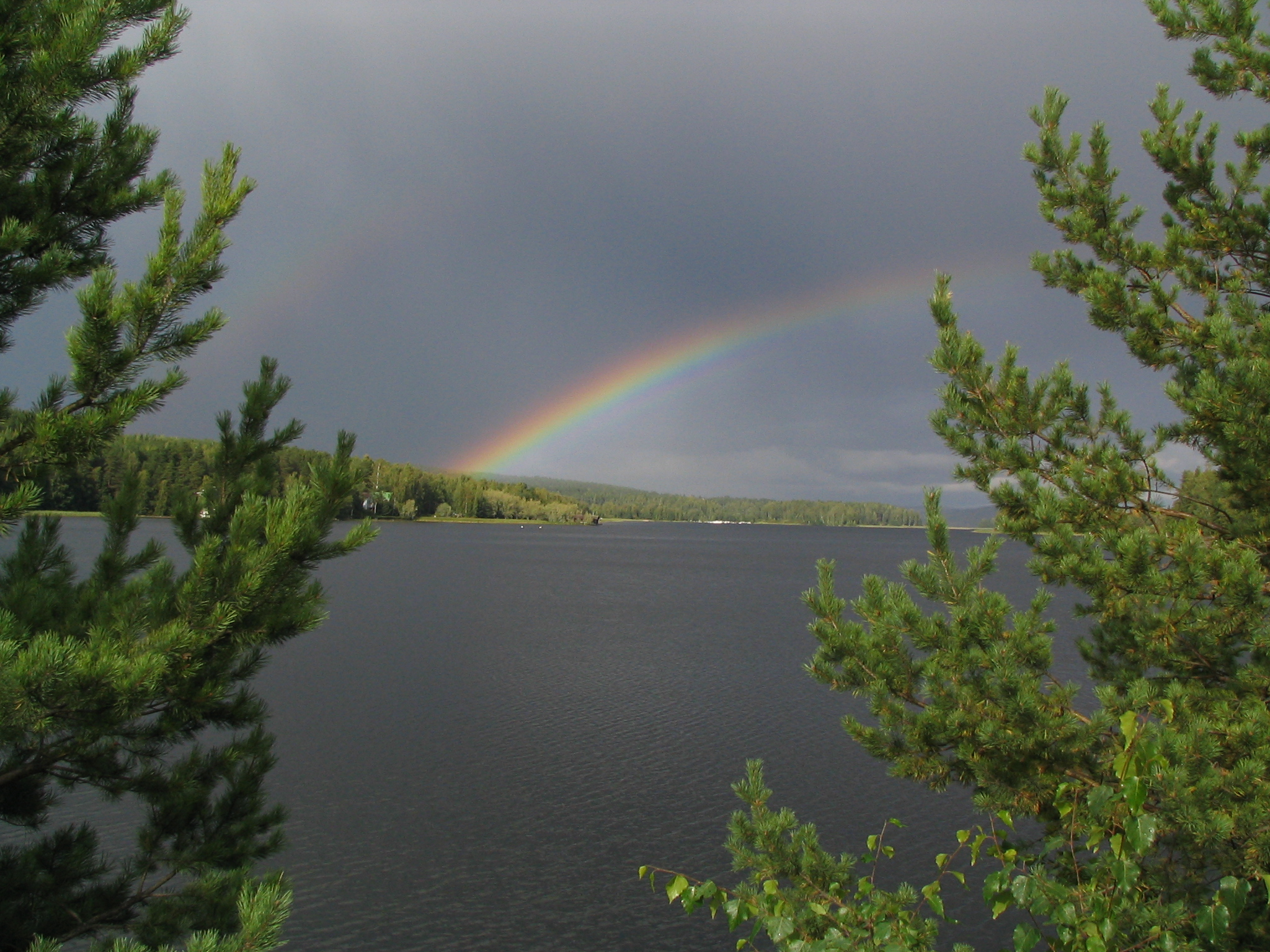
セイナッツァロとパイエンネ湖に掛かる虹
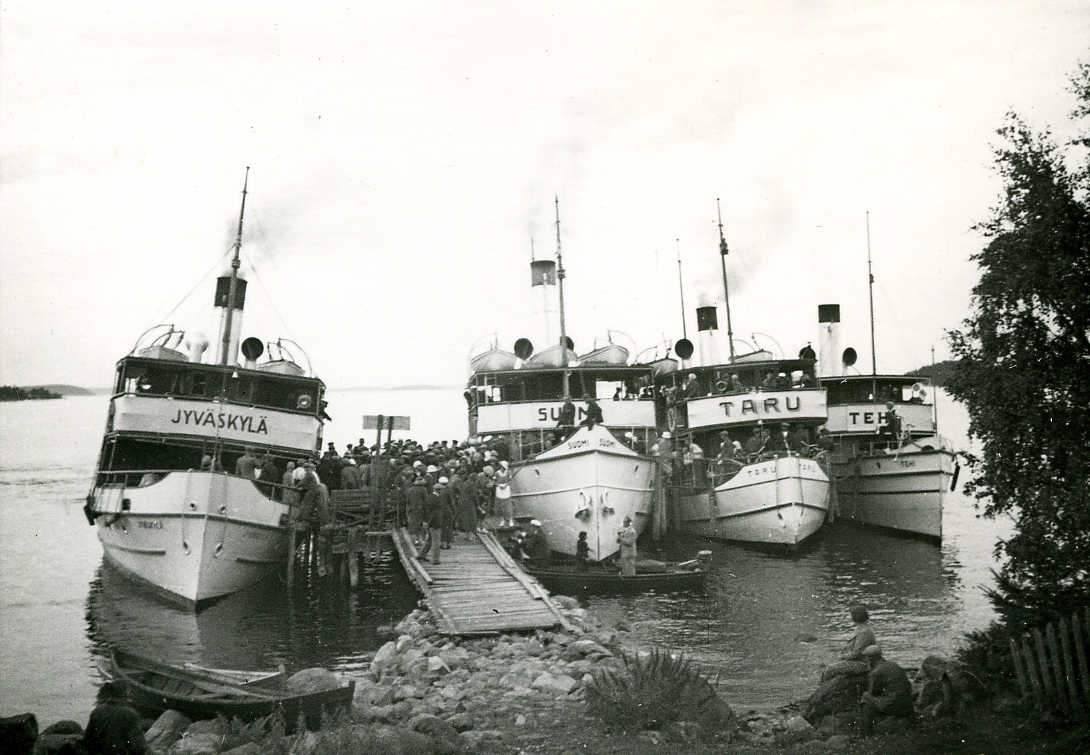
1936年にクフモイネンのピヒラヤコスキ・ハーバーで撮影されたS/S ユヴァスキュラ、S/S スオミ、S/S タル、S/S テヒ。多くの乗客が下船している
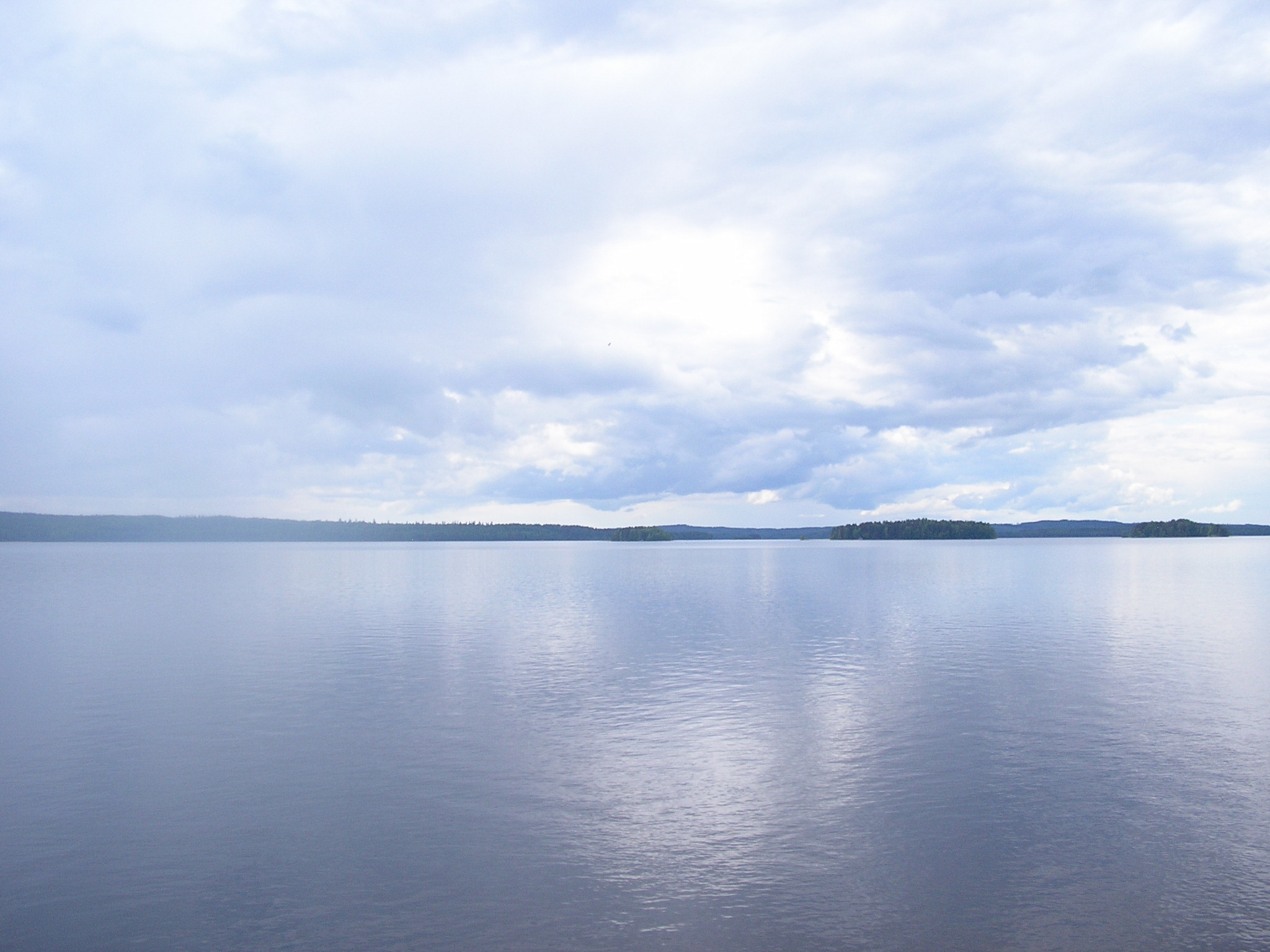
プルッキランハリウから望むパイエンネ湖
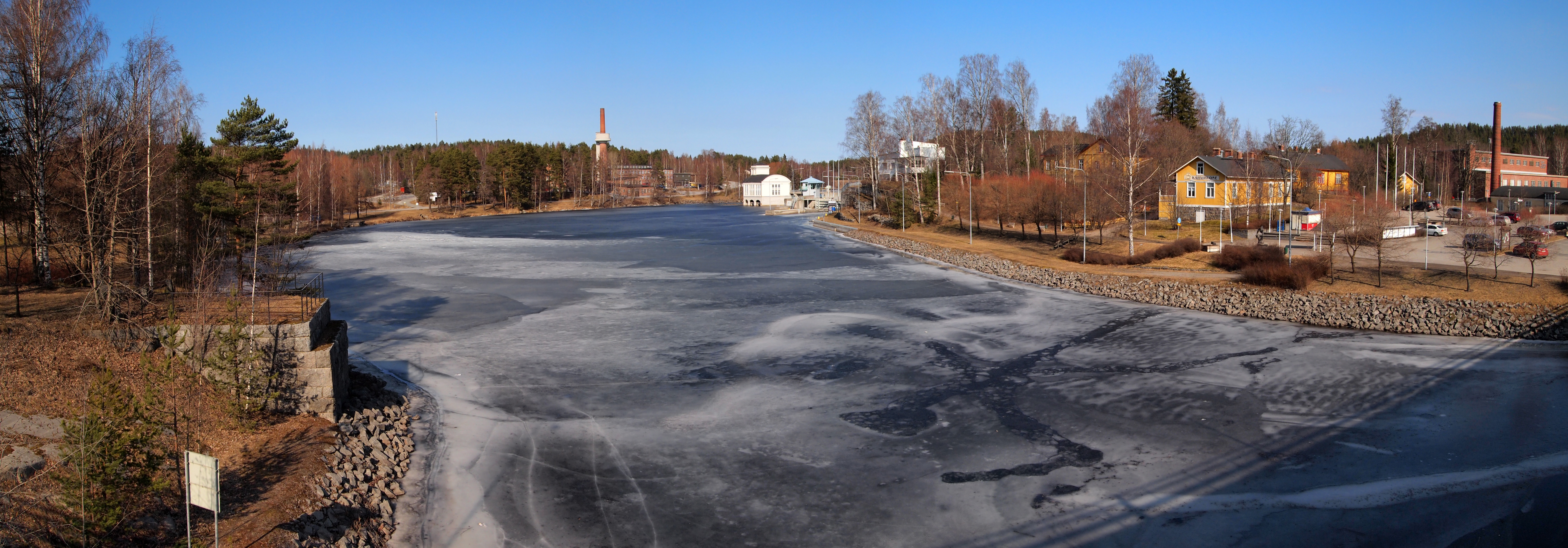
パイエンネ湖北端に位置するヴァーヤコスキ運河